# Š’-ťia-čuang Jung-čchang
Š’-ťia-čuang Jung-čchang (čínsky pchin-jinem Shíjiāzhuāng Yǒngchāng, znaky zjednodušené 石家庄永昌, tradiční 石家莊永昌) je čínský profesionální fotbalový klub, který sídlí ve městě Š’-ťia-čuang v provincii Che-pej. Založen byl v roce 2001 pod názvem Sia-men Tung-jü-chang ve městě Sia-men v provincii Fu-ťien. V roce 2013 proběhlo stěhování do města Š’-ťia-čuang. Svůj současný název nese od roku 2014. Klubové barvy jsou modrá a bílá. Od sezóny 2017 působí v čínské druhé nejvyšší fotbalové soutěži.
Své domácí zápasy odehrává v Jü-tchungském mezinárodním sportovním centru s kapacitou 29 000 diváků.
Plný název klubu je Fotbalový klub Š’-ťia-čuang Jung-čchang (čínsky v českém přepisu Š’-ťia-čuang Jung-čchang cu-čchiou ťü-le-pu, pchin-jinem Shíjiāzhuāng Yǒngchāng zúqiú jùlèbù, znaky zjednodušené 石家庄永昌足球俱乐部)

## Historické názvy
- 2001 – Sia-men Tung-jü-chang (Sia-men Tung-jü-chang cu-čchiou ťü-le-pu)
- 2011 – Fu-ťien Ťün-chao Li-fej-kche (Fu-ťien Ťün-chao Li-fej-kche cu-čchiou ťü-le-pu)
- 2013 – Š’-ťia-čuang Jung-čchang Ťün-chao (Š’-ťia-čuang Jung-čchang Ťün-chao cu-čchiou ťü-le-pu)
- 2014 – Š’-ťia-čuang Jung-čchang (Š’-ťia-čuang Jung-čchang cu-čchiou ťü-le-pu)

## Umístění v jednotlivých sezonách
Stručný přehled
Zdroj: 
- 2011: China League Two South
- 2012–2014: China League One
- 2015–2016: Chinese Super League
- 2017– : China League One

Jednotlivé ročníky
Zdroj: 
Legenda: Z - zápasy, V - výhry, R - remízy, P - porážky, VG - vstřelené góly, OG - obdržené góly, +/- - rozdíl skóre, B - body, červené podbarvení - sestup, zelené podbarvení - postup, fialové podbarvení - reorganizace, změna skupiny či soutěže
| Čínská lidová republika (2011 – ) |                        |        |    |    |    |    |    |    |     |    |        |
| Sezóny                            | Liga                   | Úroveň | Z  | V  | R  | P  | VG | OG | +/- | B  | Pozice |
| 2011                              | China League Two South | 3      | 26 | 13 | 9  | 4  | 32 | 16 | +16 | 39 | 3.     |
| 2012                              | China League One       | 2      | 30 | 12 | 10 | 8  | 41 | 32 | +9  | 46 | 3.     |
| 2013                              | China League One       | 2      | 30 | 10 | 10 | 10 | 26 | 25 | +1  | 40 | 8.     |
| 2014                              | China League One       | 2      | 30 | 17 | 6  | 7  | 42 | 25 | +17 | 57 | 2.     |
| 2015                              | Chinese Super League   | 1      | 30 | 8  | 15 | 7  | 34 | 31 | +3  | 39 | 7.     |
| 2016                              | Chinese Super League   | 1      | 30 | 7  | 9  | 14 | 28 | 53 | -25 | 30 | 15.    |
| 2017                              | China League One       | 2      | 30 |    |    |    |    |    |     |    |        |